# چسترویل (تگزاس)
چسترویل (به انگلیسی: Chesterville) یک منطقهٔ مسکونی در ایالات متحده آمریکا است که در شهرستان کلرادو، تگزاس واقع شده‌است. چسترویل ۴۷٫۵۵ متر بالاتر از سطح دریا واقع شده‌است.